# Serena-Lynn Geldof
Serena-Lynn Geldof, née le 2 mars 1997 à Ostende, est une joueuse belge de basket-ball évoluant au poste de pivot.

## Biographie

### Équipe nationale
En 2017, elle obtient la médaille de bronze au Championnat d'Europe avec l'équipe de Belgique. La même année, elle participe au Championnat d'Europe des 20 ans et moins. En 2019, elle est de nouveau sélectionnée en équipe nationale senior lors du Championnat d'Europe,.

## Palmarès

### Équipe nationale
- Médaille de bronze au championnat d'Europe 2017 en République tchèque.
- Médaille de bronze au championnat d'Europe 2021 en France et Espagne